# Charles Townshend
Charles Townshend (født 28. august 1725, død 4. september 1767) blev i 1766 engelsk finansminister. I maj 1767 kom han med 3 lovforslag angående de 3 amerikanske kolonier.